# Gruppensignal
Ein Gruppensignal ist ein Hauptsignal, welches hinter dem Zusammenlauf der Fahrwege einer Gleisgruppe angeordnet ist. Bei Gruppensignalen kann es sich sowohl um Ausfahr- als auch Zwischensignale handeln.
Häufigste Anwendung findet diese Art von Signalen in Güter- und Rangierbahnhöfen. Stellenweise sind Gruppensignale auch in Kopfbahnhöfen aufgestellt.

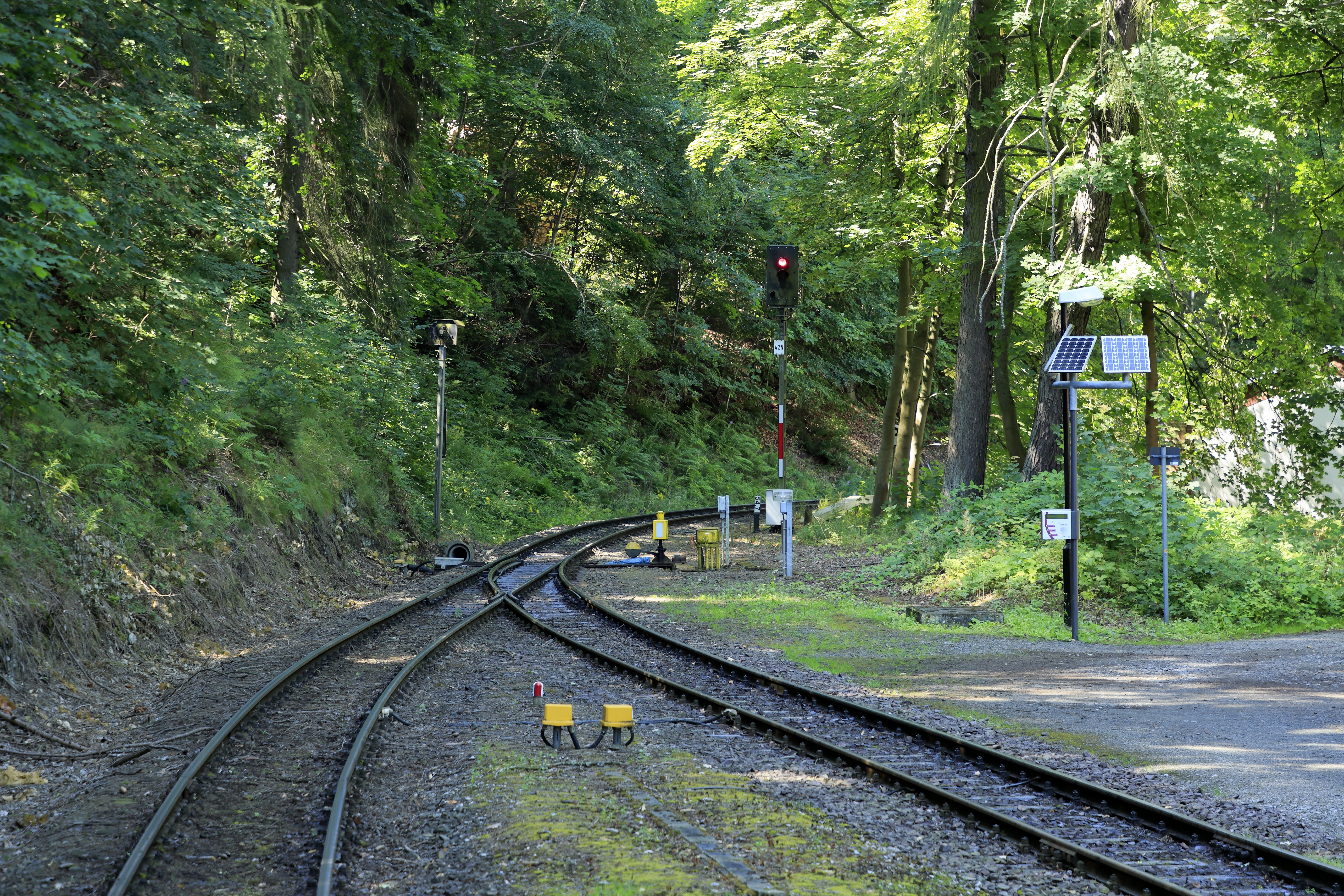
Gruppenausfahrsignal 42N, Bf Steinerne Renne

Die zusammenlaufenden Gleise sind in der Regel mittels Sperrsignalen, in einigen Fällen auch mit vereinfachten Hauptsignalen abgeschlossen, an denen die Zugfahrstraßen zugleich beginnen. Durchfahrten auf Gruppenausfahrsignale dürfen lediglich dann zugelassen werden, wenn alle zum Gruppenausfahrsignal zugehörigen Gleise mit hochstehenden Sperrsignalen abgeschlossen sind. Auf Strecken mit einfachen Verhältnissen darf hingegen auf Sperrsignale verzichtet werden. Wenn kein Sperrsignal oder lediglich ein niedrigstehendes Formsperrsignal auf dem zum Gruppenausfahrsignal zugehörigen Gleis aufgestellt ist, muss der Fahrdienstleiter zusätzlich zum Fahrtbegriff am Gruppensignal sowie ggf. am Sperrsignal zusätzlich mündlich der Abfahrt des Zuges zustimmen. 
Gruppenausfahrsignale sollen möglichst so angeordnet werden, dass diese hinter dem Zusammenlauf der zum Gruppenausfahrsignal zugehörigen Fahrstraßen stehen, jedoch noch vor dem Zusammenlauf mit anderen Fahrstraßen. Ebenso dürfen sie nur dann aufgestellt werden, wenn die Ausfahrstraße außerhalb von durchgehenden Hauptgleisen beginnt.
Diese Variante ist vor allem bei mechanischen Stellwerken günstiger und einfacher realisierbar als jedes der einem Gruppensignal zugeordneten Gleisen mit einem Hauptsignal auszustatten.